# António de Almeida Santos
António de Almeida Santos, GCL, portugalski odvetnik in politik, * 15. februar 1926, Cabeça, Portugalska,† 18. januar 2016, Oeiras, Portugalska.
Santos je bil večkrat minister v portugalski vladi, namestnik premierja Maria Soaresa in predsednik Skupščine (parlamenta) republike Portugalske (1995–2002).